# Nāḩiyat Māri‘
Nāḩiyat Māri‘ (arabiska: ناحية مارع) är ett subdistrikt i Syrien.   Det ligger i provinsen Aleppo, i den norra delen av landet, 300 km norr om huvudstaden Damaskus.
Trakten runt Nāḩiyat Māri‘ består till största delen av jordbruksmark. Runt Nāḩiyat Māri‘ är det ganska tätbefolkat, med 86 invånare per kvadratkilometer.